# Бахмутське
Ба́хмутське — село Соледарської міської громади Бахмутського району Донецької області в Україні.
Відстань до райцентру становить близько 15 км і проходить автошляхом Т 1302. Розташоване в безпосередній близькості від міста Соледар.
Поруч підприємство ТОВ «КНАУФ Гіпс Донбас» та гіпсовий кар'єр.

## Історія
Назву село отримало від Бахмута 1980 року. Побудоване воно біля річки Горілий Пень. Раніше село мало назву Карпівка, бо хати будувалися біля млина Карпа.
1980 року село Бахмутське було оновлене: з'явилася нова школа, дитячий садок, будинок культури "Зоря", цілий комплекс магазинів, колгоспна контора.
На центральній вулиці були зведені багатоповерхові будинки та котеджі, у яких оселилися приїжджі молоді сім'ї із заходу України, Росії, Білорусі, Грузії. Тоді село вважалося найкращим в Артемівському районі, за що було нагороджено дипломом ВДНГ СРСР.
5 січня 2023 року село було захопленно російськими військами в ході Російсько-української війни.

## Населення
За даними перепису 2001 року населення села становило 784 особи, з них 80,48 % зазначили рідною мову українську, 18,88 % — російську та 0,26 % — білоруську мову.

## Символіка

### Герб
"У зеленому щиті щиток із золотою облямівкою, вістряподібно перетятий лазуровим і зеленим. У першій частині три золоті різновисокі колоски з зеленим листям, що супроводжуються праворуч двома зеленими стеблами кукурудзи з золотими качанами, правий вище, а ліворуч - двома золотими соняшниками з зеленими стеблами і листям та чорними серцевинами, правий вище. Поверх всього срібний рушник із червоним орнаментом з боків, увінчаний короваєм натурального кольору. У главі, перетятій лазуровим і золотим, щиток: у лазуровому полі золотий тризуб."
Зелений колір символізує юність і надію. Коло символізує сонце. Лазуровий колір — символ мирного неба, а нижній — зелений, що символізує засіяне поле. Хліб на українському рушнику — символ гостинності та хлібосольності Бахмутської громади. Кукурудза, пшениця, соняшник — основні сільськогосподарські культури.

### Прапор
"Прямокутне полотнище із співвідношенням сторін 2:3 складається з двох рівних горизонтальних смуг блакитного та зеленого кольорів. Від древка відходить половина жовтого сонця з променями у вигляді жовтих колосків."
Зелений - колір надії і достатку, які дає людям земля. Блакитне поле символізує небо.

## Відомі люди
- Андрущенко Олександр Анатолійович (25 червня 1996, с. Пристайлове — 24 листопада 2022, с. Бахмутське Бахмутського району Донецької області) — український військовик, учасник російсько-української війни.[4]
- Коваленко Олександр Трохимович (нар. 1941) — організатор у сільськогосподарському секторі на Донбасі, один з перших в Україні авторів ідеї котеджної забудови на селі (с. Бахмутське). Заслужений працівник податкової служби України, генерал податкової служби.
- 22 червня 1925 року в селі народився Паньков Іван Кирилович, учасник Німецько-радянської війни, Герой Радянського Союзу.
- Бахмутську загальноосвітню школу з 1996 року очолює Заслужений вчитель України, делегат українського з'їзду працівників освіти Скоріна Олена Сергіївна, у 2010-2014 депутат Артемівської районної ради. [5]
- Вахула Степан Володимирович (28.12.1992 - 24.11.2022) - солдат ЗСУ, загинув поблизу с. Бахмутське, Бахмутського району, Донецької області. Поховали захисника 12.02.2023. у с. Деревня.